# 温州湾
温州湾位于中国浙江省温州市近海，除了瓯江、飞云江、鳌江的河口湾之外无明显湾形，实际上是温州沿海平原和洞头列岛合围的开敞海域。

## 地理
根据浙江省海岸带及海涂资源综合调查量算专业报告的定义，温州湾北起乐清市岐头咀至大乌星一线，北接乐清湾，东界于洞头列岛的小门岛、大门岛、青山岛、状元岙、三盘岛、洞头岛、半屏山、北策岛、南策岛、北龙山连线，南抵龙港市平阳咀。海域的地理坐标介于北纬27°27′55″至27°59′09″、东经120°35′50″至121°1l‘30″之间。温州湾东北与乐清湾相衔接，西至铜盘山附近水城，南至大门岛、霓屿岛。西北岸沿海水浅，南部水深，最深处44米以上。温州湾港湾中最大的是温州港，为浙江第二大港。温州湾海水平均水温在9.2C，常年无冰。